# Heteronyx fimbriatus
Heteronyx fimbriatus är en skalbaggsart som beskrevs av Moser 1924. Heteronyx fimbriatus ingår i släktet Heteronyx och familjen Melolonthidae. Inga underarter finns listade i Catalogue of Life.